# Kazuo Dan
Kazuo Dan (檀 一雄, Dan Kazuo, 3 février 1912 - 2 janvier 1976) est un poète et romancier japonais.

## Biographie
Dan naît à Yamura (ja), qui fait à présent partie de la ville de Tsuru, préfecture de Yamanashi, au sein d'une famille de Kyūshū. Le travail de son père nécessite de fréquents changements de résidence, aussi Dan grandit-il avec ses grands-parents à Yanagawa à partir de l'âge de 6 ans. Ses parents divorcent lorsque Dan a neuf ans et il suit son père pour vivre à Ashikaga, préfecture de Tochigi, où il mène une vie solitaire et parcourt la campagne. En 1928, à l'âge de 16 ans, il entre au lycée de Fukuoka où il commence sa vie littéraire en publiant des poèmes, des romans et des pièces de théâtre dans le journal de l'école. En 1932, il entre à l'université de Tokyo où il obtient un diplôme en économie.
Après l'obtention de son diplôme, Dan se consacre entièrement à l'écriture, et en 1944 remporte le prix Noma alors qu'il sert en tant que correspondant de guerre. De retour au Japon à la fin de la Seconde Guerre mondiale, il épouse Yosoko à Yanagawa. Ils déménagent à Tokyo, où il reprend ses activités littéraires et remporte le prestigieux prix Naoki en 1950. Au cours de sa carrière, il écrit des romans et de la poésie, et voyage beaucoup au Japon, en Europe, aux États-Unis, en Chine, en Russie, en Australie et en Nouvelle-Zélande. De 1971 à 1972, il vit à Santa Cruz, sur la côte ouest de Torres Vedras, au Portugal, dans une rue qui porte aujourd'hui son nom, Rua Professor Kazuo Dan, nº 6. De retour au Japon, il se retire dans les îles Nokonoshima, préfecture de Fukuoka. Il meurt d'un cancer à l'hôpital de l'université de Kyūshū.
Dan est lauréat de l'édition 1975 du prix Yomiuri pour Kataku no hito. Il existe un monument à la mémoire de Dan à Santa Cruz, et un autre sur l'île de Nokonoshima. En outre, sa poésie est gravée sur la pierre le long des canaux de Yanagawa.
Sa fille est l'actrice Fumi Dan.

## Titres
- Ritsuko sono ai
- Ritsuko sono shi
- Shinsetsu Ishikawa goemon
- Yūhi to kenjū
- Kataku no hito